# 김아타
김아타(Atta Kim, 1956~)는 1980년대 중반부터 활동을 시작한 대한민국의 사진작가이다. 상파울루비엔날레(제 25회)에서 대한민국을 대표하는 사진작가로 참가했다.
그의 초기작은 정신병환자, 한국정부로부터 무형문화재로 지정된 사람들, 그리고 가족을 찍은 흑백의 초상사진이었고, 나중에 가장 주목받은 연작들은 컬러 사진들이었다. 투명한 아크릴 상자에 사람을 넣어 다양한 장소에서 찍은 <뮤지엄 프로젝트>, 사람과 주위 사물을 없애기 위해 장노출과 사진 합성을 한 <온-에어>가 그런 연작들이다. 여기에 나온 그의 작품들은 불교 선종(禪宗)의 연기설과 공(空)사상의 영향을 많이 받은 것으로 보인다.

## 생애
김아타는 1956년 거제도에서 태어났으며, 학문적으로 사진에 대해 배우지는 않았다. 처음으로 전시된 그의 연작은 <정신병자(Psychopath,1987)>로 정신병원에서 환자들의 초상사진을 찍은 것이다.
그는 FotoFest (휴스턴 2000), the Odens Foto Triennale (오덴세 2000) 등 단체 전시회에 참여하여 인지도를 높였고 2002년 제 25회 상파울루 비엔날레에 한국관 대표작가로 유일하게 참가하였다.  그 후 국제적으로 전시된 작품인 <뮤지엄 프로젝트(The Museum Project)>를 시작했다.
2006년 뉴욕 국제 사진센터에서 <온-에어(ON-AIR)>로 미국에서 첫 단독 전시를 가졌으며, 비평가들로부터 긍정적인 평을 들었다. <뮤지엄 프로젝트>에서 그는 영원성을 포착하려는 시도를 했다면, <온-에어>에서는 오랜시간 장노출함으로써 공(空)사상에 초점을 맞췄다는 평가를 받았다.
2006년 6월 아시아인 최초로 뉴욕의 국제사진센터인 ICP(International Center of Photography)에서 3개월간 개인전을 하였다. 2009년 이후 서울과 뉴욕을 오가며 활동하고 있다. 2009년 "제53회 베니스비엔날레"에 초청되어 6개월 간 “Atta Kim : ON-AIR” 특별전을 개최하였으며, 2012년 뉴브리튼 미국 예술 박물관(New Britain Museum of American Art)에서 개인전을 비롯하여 PHOTOISTANBUL (이스탄불 2015), Festival Internacional de Fotografia (과테말라 2015)를 비롯한 수많은 그룹전에 참가하였다.
2002년 런던 Phaidon "세계100대 사진가"에 선정되었으며 2010년 이탈리아의 LOREAL FOUNDATION에서 발간한 인류역사 "100,000 Years of Beauty"에 작품이 수록되었다. 2010, 2011년 2권의 미국대학교과서에 작품이 수록되었다. 이명동사진상, 하종현미술상, 동강사진상을 수상하였으며 2008년 조선일보 주최 <100년 후에도 잊히지 않을 미술작가 10인>에 선정되었다.
국내외의 많은 미술관에 작품이 소장되었다. 현재 글로벌프로젝트 ON NATURE를 진행하고 있다.

## 작품

### <정신병자>
김아타의 연작 <정신병자>(1985~86)는 한국의 어느 정신병동에 있는 정신병자들을 장시간 상호작용하면서 찍은 흑백초상사진들이다. 그는 프로이드의 책을 읽고 정신병자들에게 관심을 가졌다고 한다. 그는 그의 사진으로 그들의 의식을 나타내려고 했으나, 그는 후에 그의 사진들은 “환자들의 정신이상만 보여줬다”고 결론 내렸다. 그는 그 연작을 보고 그의 후원자의 부인의 우울증이 재발하여 입원하자, 그 책의 모든 1200여장의 사진을 불태워야 한다고 했다.

### <아버지>
그는 <정신병자>의 성공 후, 그의 아버지와 화해를 하고, 그의 다음 연작인 <아버지(1986~90)>를 시작했다. 그는 그의 가족을 통해 세대에서 세대간의 “시간의 연속성”을 나타내었다. 그는 이 연작을 그가 중요시하는 예술적 성취를 이루기 위한 것으로는 생각하지 않았다. 하지만, 그는 그것이 그의 뿌리를 찾는데 도움을 주고 정신적으로 독립을 이루게 해줬다고 한다.

### <인간문화재>
<인간문화재>(1989~90)연작은 한국정부로부터 무형문화재로 인정받은 사람들의 흑백초상사진이다. 그는 150명의 사람들을 만나서 그들만의 철학을 배우기 위해 짧게는 하루, 길게는 일주일정도를 같이 지냈다. 이 연작은 2002년이 되어서야 처음으로 전시되었다.

### <In-der-Welt-sein>
그의 <In-der-Welt-sein>(1990~91)은 절 근처의 자연물을 희미한 빛에서 찍은 흑백사진들이다. 그는 부처의 해탈시간으로 알려진 새벽 3시에서 5시에 한, 두시간 정도의 노출로 사진을 찍었다. 연작의 이름(독일어로 세계 내 존재)은 주체와 객체 구별을 밝히겠다는 하이데거의 개념이라 한다. 그는 어린 시절 그의 아버지와 학교에서 걸어오던 것을 회상하며, 아버지께서 꽃, 곤충, 돌과 같은 작고 세밀한 것들도는 것을 배웠다고 한다.

### <해체>
<해체>(1991~95)는 황량한 배경에 나체의 남녀들이 생기없이 널부러져 있는 것을 찍은 흑백사진들이다. 그 연작은 “영화같은 사진”를 묘사했다. 모델들의 얼굴은 머리카락으로 가리거나, 카메라 쪽에서 얼굴을 돌려 알아보지 못 하게 되어있다. 그는 조수 없이 작업을 해서, 직접 장소를 고르고, 모델들을 배치하고, 장비들을 옮겼다.
그는 이 연작이 “꽤나 충격적이다”라고 말했다. 왜냐하면 비평가들이 그것을 이해하지 못했기 때문이다. 그는 “그의 작품에서 몸은 매우 새로운 삶을 상징함에도 불구하고, 그 이미지들은 한편으로는 참사의 여파처럼 보이기도 한다.”고 덧붙였다. 다른 비평가들은 몸을 다루고 있는 그의 작품이 ‘모든 물체(살아있는 것이든 죽은 것이든)에 깃든 신성함’과 ‘그 신성함을 구성하는 요소들’을 반영한 것이라고 평가한다.

### <뮤지엄 프로젝트>
그는 그의 첫 컬러사진 연작인 <뮤지엄 프로젝트>(1995~2002)에서도 비정상적인 상황에서 나체를 두었다. <뮤지엄 프로젝트> 안의 각각의 부연작들은 마치 박물관의 전시물처럼 아크릴 상자 안에서 개인 혹은 단체로 사람을 넣은 것을 표현했다. 그의 <뮤지엄 프로젝트>에서 핵심사상은 우주의 모든 것들은 그들만의 가치를 가지고 있다는 것이다. 이것은 동시대의 보물로 사람들을 보관하면서 김아타의 개인적인 박물관으로서 작용했다. 이것들은 또한 박물관의 기본적인 기능인 보관, 수집, 분류에 대해 생각해보게 했다. 뉴욕타임즈는 이 연작을 사람신체를 갤러리의 고전 조각품이나 전시관의 비싼 기계와 같은 만질 수 없는 무기물로 변형시켰다고 설명했다.
뮤지엄프로젝트는 9개의 부연작들이 있다. :
- “Field"는 쭈그리거나 서있는 나체의 남녀를 아크릴 상자에 넣어서, 숲과 같은 자연이나 교통이 혼잡한 도시나 백화점 같은 인공적인 장소의 한가운데 두었다.
- “Holocaust(1997)"은 ”Field"와 비슷하게 신체를 바깥에 전시한 것이다. 그러나, 아크릴판 사이에 눌린 채로 고리에 걸려있거나 다리 한 쪽을 고리에 건채로 소고기와 같이 줄지어 걸려 있다.
- “People(1999)"은 다양한 나이와 직업의 사람들을 전시한다. "Field"나 ”Holocaust"와는 다르게, 특색이 없고, 단색의 배경 촬영되었다. 모델들은 개인이거나, 둘 혹은 그 이상인데 하얀 천위에 서있거나 누워있었다. 이 사진은 개인의 정체성을 옷이나 다른 사람들과의 관계에 비추어 나타내고 있다.
- "Prostitutes"(1999)는 붉은색 배경에서 아크릴 상자 안의 한복을 입은 여성들의 사진으로 되어있다. 아크릴 상자 안에서 몇몇은 다른 배경에서 촬영되었는데, 이것은 그들의 사회적 지위를 모호하게 만들어 "이들을 도덕적으로 재단할 수 없다"는 메시지를 준다.
- "War Veteran"(1999)은 부상당한 한국 병사를 붉은 배경에서 찍은 사진들이다. 모델들은 모두 나체이고, 흉터나 절단된 사지로 그들의 상처를 보여주었다. 혹은 목발, 지팡이, 의족, 휠체어와 같은 그들의 장애로 인한 보조기구들을 통해서도 보여주었다.
- "Sex" (1999)는 나체의 커플들이 다양한 체위로 성행위를 하는 것을 이전의 연작들과 같이 단색의 배경에서 찍은 것이다. 어떤 커플은 성행위를 하는 것처럼 엉켜있고, 몇몇은 단지 같이 누워있거나, 상대방을 감싸 안아주고 있다.
- "Suicide" (2000)는 총이나 할복과 같이 다양한 방법으로 자살하는 것을 각색한 사진들이다.
- "Nirvana" (2001)는 가장 규모가 큰 부연작인데, 절을 배경으로 남,여 승려들을 묘사했다. 주지승은 그들이 절에서 촬영을 하도록 허락했는데, 김아타가 순수함을 나타내기 위한 것이라고 설득해서라한다. 이 연작은 다른 공간에서도 촬영되었는데, 예를 들면 파라핀으로 만든 부처상들이 있는 절 모형을 이용한 것이 있다.
- “Salvation나체의 사람들이 아크릴 십자가에 묶여 있는 사진이다. 부연작들은 구예수의 피와 살을 상징적으로 빵과 와인을 통해 먹는 것처럼, 구원은 신성성의 전이로 이루어진다는 사상을 담으려고 한 것들이다.

### <온-에어>
박물관의 대상들이 영원히 존재하지 않을 것이라는 것을 생각하여 <온-에어>를 시작했다. <온-에어>의 중심 사상은 우주 모든 사물은 영원할 수 없다는 것이다. <온-에어>는 세 가지 다른 과정으로 구성되어있다. 먼저, 장노출 기술은 대상을 사라지게 만드는 것이다. 두 번째 과정은 얼음이 녹는 과정을 전시한 것과 같이, 존재의 의미를 찾는 것이다. 컷 당 8시간에서 25시간의 노출을 시킴으로써, 그는 움직이는 사람과 물체를 없애버려서 개인과 역사의 중요한 가치를 표현할 수 있는 시각적 효과를 얻었다. 마지막은 개인사진의 부착이 하나의 합성물이 되기 위해 이미지를 결합시켜서 형성된 것이다.
<온-에어>는 기술적인 능숙함 못지않게 풍부한 철학으로도 높이 평가되었다. 장노출 사진으로 연속의 이미지를 "매우 파격적으로" 표현하였다. 그러나 합성할 때 이미지가 겹치는 부분이 너무 또렷하여 그다지 효과적이지 못했다.
<온-에어>에도 여러 시리즈가 있다:
- "Self-Portrait"은 각각의 작품들은 100장의 초상사진을 컴퓨터로 합성한 것이다. 이것들은 ICP SHOW 에서는 각각의 사진을 작게 정렬하여 전시하기도 했다.
- "Monologue of Ice"은 사라짐을 표현한 중요한 작품 중 하나다. “Mao"는 얼음조각상으로 사회주의가 시간이 지남으로써 소멸된다는 것을 상징한다. “Pyramid”와 “Qin Terracotta Army”와 같은 작품들을 통해, 김아타는 공사상의 힘, 탐욕의 불합리, 진시황의 허영심을 표현하려고 시도했다. 영원한 진리를 추구한 위대한 스승 부처에게도 예외는 없다. 모든 것들은 시간에 따라 변한다. 사라져가는 것처럼 보이지만, 실제로는 보이는 게 다가 아니다.
- “DMZ”는 남, 북한 사이의 비무장 지대에서, 8시간 이상 노출시킴으로써 국경을 지키는 50만명의 병사들을 사라지게 만들어 평화로운 땅만 나타낸 것이다. 김아타가 남한정부로부터 사진촬영허가를 받는데 수년이 걸렸고, 북한 병사들은 장노출 촬영에 의심의 눈초리로 봤다고한다. 이 연작은 온-에어 사진들 중, 가장 한산한 작품이라는 말 못지않게, 가장 강한 작품이라는 말을 듣는다.
- "Sex Series"는 1시간동안 성행위를 하는 커플을 찍은 사진을 하나로 합성한 것이다.